# Gonodactylus
Genre
Gonodactylus est un genre de crustacés stomatopodes (« crevettes-mantes »), de la famille des Gonodactylidae. Ces espèces sont dites « frappeuses », étant dotées de solides marteaux à la dernière articulation des pattes ravisseuses.

## Systématique
Le genre Gonodactylus a été créé en 1827 par le médecin et zoologiste allemand Arnold Adolph Berthold (1803-1861).

## Liste d'espèces
Selon World Register of Marine Species (14 septembre 2021) :
- Gonodactylus acutirostris de Man, 1898
- Gonodactylus botti Manning, 1975
- Gonodactylus childi Manning, 1971
- Gonodactylus chiragra (Fabricius, 1781)
- Gonodactylus platysoma Wood-Mason, 1895
- Gonodactylus smithii Pocock, 1893

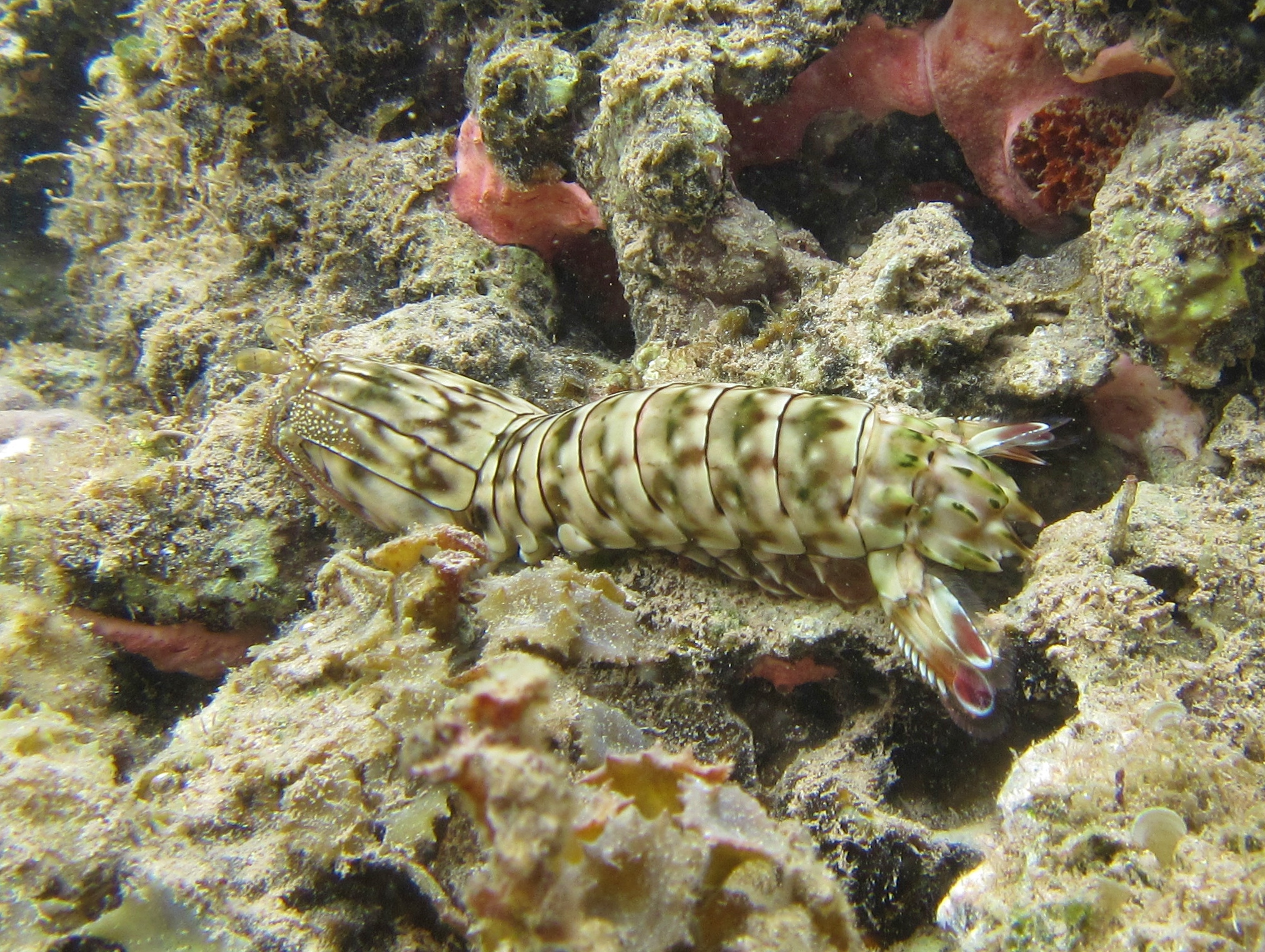
Gonodactylus chiragra.
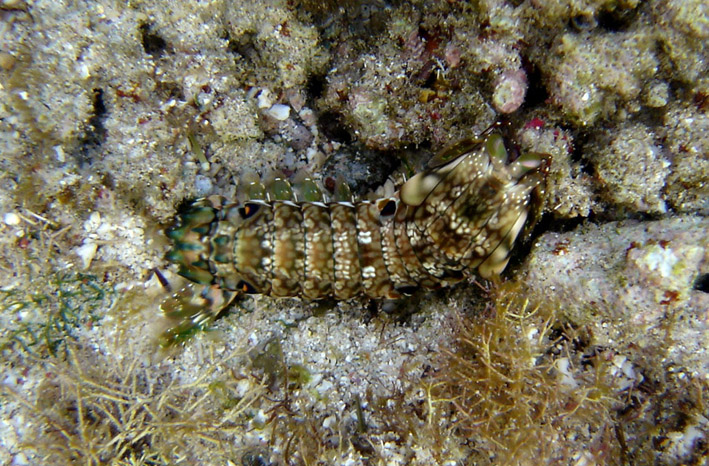
Gonodactylus platysoma.